# Boxer TV Access
Boxer TV-Access (vardagligt Boxer) är ett varumärke som tillhör Tele2 för bredband och streamad TV.  Boxer TV Access var tidigare ett aktiebolag som levererade digitala TV-kanaler och hade ett de facto-monopol på betal-TV i det marksända digitala TV-nätet i Sverige och Danmark. Det grundades i oktober 1999. 2016 köptes bolaget upp av Com Hem och sedan 2018 är Boxer en del av Tele2-koncernen. Sändningarna i marknätet upphörde vid årsskiftet 2024/2025. 
Boxer TV-Access ägdes från november 2008 helt av statliga Teracom. Enligt egen utsago uppnådde företaget 500 000 kunder i november 2005.
I juni 2009 tillkännagavs att Boxer genom ägaren Teracom köper upp det finländska PlusTV, som är ett företag med liknande verksamhet som Boxer i Finland.
Den 8 februari 2010 avgick Per Norman som VD för Boxer och Teracoms koncernchef Crister Fritzson blev ny tillförordnad VD. I april 2011 ersattes Fritzon av Andrea Gisle Joosen, tidigare VD för Panasonic Norden. Gisle Joosen lämnade sin post som VD efter februari 2014, men var tillgänglig en tid därefter. Under en övergångsperiod var Teracom Groups CFP och vice VD Gunilla Berg tillfällig VD för Boxer. Den 25 augusti 2014 tog Jonas Lönnquist från C More över som VD enligt ett pressmeddelande.
Sommaren 2016 kom det uppgifter om att Boxer sålts till TV-distributionsföretaget Com Hem. Affären skulle först godkännas av Sveriges regering och konkurrensverket. Sedan oktober 2016 ingick Boxer TV-Access i Com Hem Group.
I Svenskt Kvalitetsindex (SKI) 2015 fick Boxer 66,3 av 100 i betyg i kategorin "Kundnöjdhet Digital-TV Privatmarknad", vilket var nära betyget för branschen (66,7). I mätningen 2016 hade betyget fallit till 57,4 av 100, vilket var under betyget för branschen (62,1). År 2017 steg betyget till 59,3, vilket dock fortfarande är under resultatet för branschen i stort (62).
Hösten 2018 förvärvades Com Hem AB av Tele2 Sverige AB. Fusionen fulländades den 30 april 2020 och sedan dess är varumärket Boxer en tjänst tillhandahållen av Tele2.
Den 2 januari 2025 upphörde Boxers sändningar i det digitala marknätet. Boxer är i maj 2025 ett varumärke för bredband och streamad TV.

## Historik
Till en början låg det som skulle bli Boxers verksamhet på två bolag: Senda, som hyrde ut de programkort som skulle dekryptera sändningarna, och Boxer, som skulle hyra ut digitalboxar och sälja abonnemang.
Senda i Sverige AB bildades i december 1997 och var inledningsvis majoritetsägt av Radiotjänst i Kiruna (60 procent) medan Teracom ägde resten. TV4 AB började året därpå lobba för att de också skulle bli delägare i Senda. Så blev det, varefter Senda ägdes av SVT, UR, Teracom och TV4. TV4:s delägarskap vållade dock protester från andra kommersiella kanaler och TV4 valde att lämna Senda den 18 december 1998. Senda blev sedermera huvudägt av Teracom. SVT stod kvar med en minoritetspost i Senda fram till 2002.
Under det digitala marknätets första år gick det trögt. När man inledde sändningarna i april 1999 var det mycket få som kunde se de digitala sändningarna. I oktober 1999 började Boxer bygga upp sin verksamhet. Då var Anders Appelqvist VD och 500 hushåll hade en digital-box. Utbudet var tunt. Utöver de vanliga markkanalerna fanns SVT24, TV8 och Canal+:s kanaler samt några lokala kanaler; TV4 hade börjat sändas så sent som i september. I januari 2000 hade 4 000 hushåll hyrt digital-TV-box.
Den 31 januari inledde Kanal 5 och TV3 sina sändningar och i mars började även ZTV, Viasat Sport och TV1000 sända.
Ursprungligen var Boxer Teracoms dotterbolag. I april 2000 gick Skandia in som delägare.
I början av 2001 hade Boxer 44 000 kunder. Den 1 januari 2001 bestämde sig MTG för att ta ut en extra avgift på 115 kronor för TV3, ZTV och TV8 att täcka för förlorade reklamintäkter, enligt dem. Detta gjorde att Boxers försäljning stannade upp. Den 19 juni beslutar MTG att man helt ska upphöra med sändningarna i marknätet i augusti. När MTG slutade sända hade Boxer 80 000 kunder. Dessutom avgick VD Anders Appelkvist och ersattes av Crister Fritzson senare under året.
Boxer hade vid denna tid interaktivt tjänster i form av Boxerportalen, också kallad Boxer.tv, som var en webbportal som Boxers kunder kunde besöka via sin TV med hjälp av sina digitalboxar. På portalen fanns bland annat nyheter, spel, chattkanalerna "Chatziki" och "Poolen" samt en mailtjänst.
MTG ersattes senare under året av andra kanaler. Eurosport, CNN och Nickelodeon började sända 1 augusti 2001. 3 december började även MTV, VH1, Discovery Channel och Animal Planet sända. Under 2001 omstrukturerades även företaget och antalet anställda minskades från 90 till 30. I februari 2002 förändrades Boxer ytterligare. De interaktiva tjänster företaget haft tidigare togs bort eftersom det inte attraherade kunderna. Man bytte också ut den modell som byggde på att Boxer hyrde ut digitalboxarna mot att återförsäljarna stod för boxen , vilket i praktiken betydde att kunderna fick äga sin egen box.
Under 2002 slås Boxer och Senda ihop.
Vid årsskiftet 2002/2003 hade Boxer 140 000 kunder. I december 2003 uppnådde Boxer 200 000 kunder. Därefter tog försäljningen av abonnemang fart. Efter att TV3 och ZTV började sända i det digitala marknätet igen i mars 2004 kunde Boxer erbjuda de mest tittarstarka svenska kanalerna, något som gjorde att försäljningen verkligen tog fart. TV3 och ZTV sände ursprungligen okrypterat i några månader, men blev en del av det krypterade utbudet under hösten. Den 31 december 2004 hade Boxer 375 000 kunder, vilket var en ökning med 175 000 under år 2004. Efter första kvartalet 2005 hade Boxer 410 000 kunder, uppger de själva.
I april 2005 sålde Skandia Liv sina innehav i flera onoterade företag, däribland Boxer. Ny 30-procentig ägare blev därmed det brittiska riskkapitalbolaget 3i. Vid halvårsskiftet 2005 sade sig Boxer ha 450 000 kunder. Efter släckningen av det analoga nätet på Gotland uppgav Crister Fritzon att "en majoritet av de gotlänningar som skaffade sig digital-TV veckorna innan övergången, verkar ha skaffat sig betal-TV och huvuddelen av dem Boxer" . Den 500 000:e kunden kom i november 2005 och var, enligt Boxer, en kvinna i Östergötland som fick emotta en PVR-box vid en ceremoni i Motala (dagarna innan masten där skulle släckas för analoga sändningar) .
Under hösten 2004 lanserades "Tvillingpaketet" (senare omdöpt Tvillingkortet) som gav rabatterad tillgång till Boxerpaketets kanaler på ett extrakort för de som redan var Boxerkunder. Ett speciellt "Barnkort" med barnkanaler och ett "Korttidskort" (senare omdöpt till kontantkort) som gav tillgång till Boxerpaketets kanaler under en begränsad tid utan bindning lanserades i maj 2005.
Under våren 2008 vann Boxer en licens av Danska staten att starta och driva digitala betal-TV tjänster i Danmark. Licensen löpte under 12 år med ensamrätt och licensen vanns i stark konkurrens med MTG och Telenor. Den 21 juli vann Boxer, i ett konsortium med BT (British Telecom) och Communicorp, licensen att operera betal-TV i Irland, även här i stark konkurrens från andra operatörer.
I början av 2009 hade Boxer 689 000 kunder.
I slutet av år 2010 lanserades de första nationella HDTV-sändningarna, som använder sig av nya sändningstekniken DVB-T2 till skillnad från äldre DVB-T som användes för lokal testsändning i Mälardalen av SVT:s HD-kanal SVT HD fram till våren 2010. I slutet av 2010 gjorde SVT:s HD-sändningar comeback i det digitala marknätet men istället för en HD-kanal som kombinerade SVT:s utbud lanserades både SVT1 och SVT2 som HD kanaler med samma utbud som i SD utbudet. Båda är gratiskanaler. Boxer lanserade ett HD-tillvalspaket i slutet av år 2010 för kunder med något av de två stora programutbuden Boxer Mix eller Boxer MAX. HD-tillvalspaketet innehåller MTVN HD (som inte har samma utbud som MTV utan är mer inriktat på musikvideor och konserter), National Geographic HD, TV3 HD, TV4 HD och Kanal 5 HD. TV4:s HD-kanal TV4 HD, som planerades att börja sändas kring årsskiftet mellan 2010 och 2011, blev således ingen gratiskanal till skillnad från TV4 i SD som ingått i det fria utbudet som det inte krävs något abonnemang för. Kanal 5 HD började sändas 1 februari 2011, TV3 HD den 1 mars 2011 och TV4 HD startade efter förseningar den 3 mars 2011. I april 2011 började Boxer som första nordisk TV-leverantör sända 3DTV via marknätet.

## Marknadsföring
I Boxers marknadsföring spelar den datoranimerade karaktären Robert en central roll. Till en början var Robert bara ett huvud mot en stilla bakgrund, men med tiden har han fått en kropp och möjlighet att agera med andra människor i reklamfilmerna. Reklambyrån Abby Norm har gjort reklamfilmer för Boxer. Roberts röst spelas av Urban Frånberg från Östersund, numera boende i Hägersten.
2011 fälldes Boxers reklam för att enligt reklamombudsmannen vara kränkande för män och därför könsdiskriminerande.
Några axplock av Boxers reklamfilmer:
- Bondgård Våren 2000. I en reklamfilm tittar en bonde på mjölkmätaren och undrar varför hans kor mjölkar så dåligt. Då går han bort med en gammal radio som han hade påslagen i ladugården, och släpar istället in en tv, bordsantenn, och en Boxer-digitalbox med programkort i en skottkärra. Sen säger bonden: "Nu ska dom väl mjölka bättre!"
- Sydney-OS Vid Olympiska sommarspelen 2000 sände SVT fem extra kanaler. I reklamfilmen för detta bar Robert stora hörlurar, liknande de sportkommentatorer använder.
- Sprudlande nyheter
- Dylan I en reklamfilm står Robert med ett antal skyltar för att presentera erbjudandet varpå han sjunger i bakgrunden. Filmen bygger på Bob Dylans Subterranean Homesick Blues.
- Stunt Double Robert leder inspelningen av en actionfilm.
- Disney När Disney Channel lanserades hos Boxer i början av 2004 kom flera specialerbjudanden. En del av Disneykampanjen omfattande en tecknad Robert på en bakgrund liknande den som finns i början av flera äldre Disneykortfilmer. I en senare reklamfilm spelar man vidare på den del av Askungen som visas i Kalle Anka och hans vänner önskar God Jul.
- TV4 Film Vid lanseringen av TV4 Film visades en film om att Robert fått ett brev från "Orvar" som inte kunde gå på bio på grund av sin frisyr.
- De tio mest populära kanalerna I en kampanjen som gick av stapeln i början av 2005 menar Boxer att de har de tio mest populära kanalerna i sitt utbud. Den nya sloganen "Vi förser Sverige med digital-TV" lanseras.
- Super-Robert Julen 2005. Robert figurerar i en helanimerad reklamfilm där han får ett larm till kontoret, förvandlar sig till Super-Robert med hjälp av en kostym och diverse pumpar. Larmet visar sig vara falskt – det är ju bara att sätta i antennen. Superenkelt. Filmen är en pastisch på Superhjältarna.
- The Beach Sommaren 2006. En vacker kvinna i sommarklänning springer längs en strand. En ung man fattar hennes hand. Robert fattar mannens hand. De springer längs stranden. Lycka och harmoni. "Du vet väl att du kan ta med Robert på semestern."
- Sängkammaren Hösten 2006. En kvinna ligger i sängen. En man ligger bakom henne och griper kärleksfullt hennes axel i sömnen. Robert ligger bakom mannen och gör samma sak. "Du vet väl att du kan ta med dig Robert till sängkammaren."
- Roberts värld 2007. Robert kommer åkande på en skateboard samtidigt som man får se andra människor som ser ut som Robert passera förbi. Vid ett övergångsställe så får en polisbil panikbromsa för att inte köra på Robert. En av poliserna får då sitt kaffe i knät och den kvinnliga polisen som kör ser arg ut på Robert. Robert fortsätter bara åka förbi som om inget hänt och kommer till en stor reklamskylt som det står Välkommen till Roberts värld på.
- Indiana Robert  2008. Robert är klädd i likadana kläder som Indiana Jones. Man får se när Robert är på äventyr ute i djungeln. Robert kommer senare till en by med infödingar som ser ut som Robert. Dessa infödingar binder fast Robert på en hög träpåle samtidigt som de börjar dansa till "Priddyboy - It's dancy time". I slutet så får man se Robert dansa med huvudet samtidigt som texten Välkommen till Roberts värld visas.